# Влашки закон
Влашки закон се односи на различите законе и привилегије спроведене на сточарским заједницма у Европи током касног средњег вијека и почетком раног новог вијека. Термин „Власи” је првобитно означавао романско говорно становништво, које се првенствено бави сточарством; термин је постао синоним за „сточаре”. Концепт потиче из закона који је спровођен на Власима у средњовјековном Балкану. У српским средњовјековним повељама, сточарске заједнице, које првенствено чине Власи, одржана под посебним законима због номадског начина живота. У хрватским документима из касног средњег вијека Власи су били подложни посебном закону којим су они у селима плаћали порез, а они изван њих (номади) служили као коњица.
У Хабзбуршкој монархији 1630. године, усвојен је „Влашки статут” (лат. Statuta Valachorum) како би се дефинисала станарска права и опорезивање православних избјеглица у Војној крајини; земља је додјељена у замјену за војну службу. У 16. и 17. вијеку словенске сточарске заједнице (као Гурали) населиле су се према Влашком закону на сјевер Краљевине Угарске. Колонизација народа према Влашком закону резултирала је етничким енклавама Чеха, Пољака и Русина у Угарској.